# Joaquín Meade

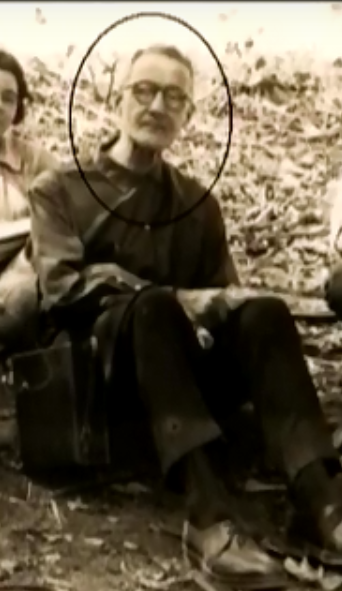
Joaquín Meade en alguna zona arqueológica en los 60's.

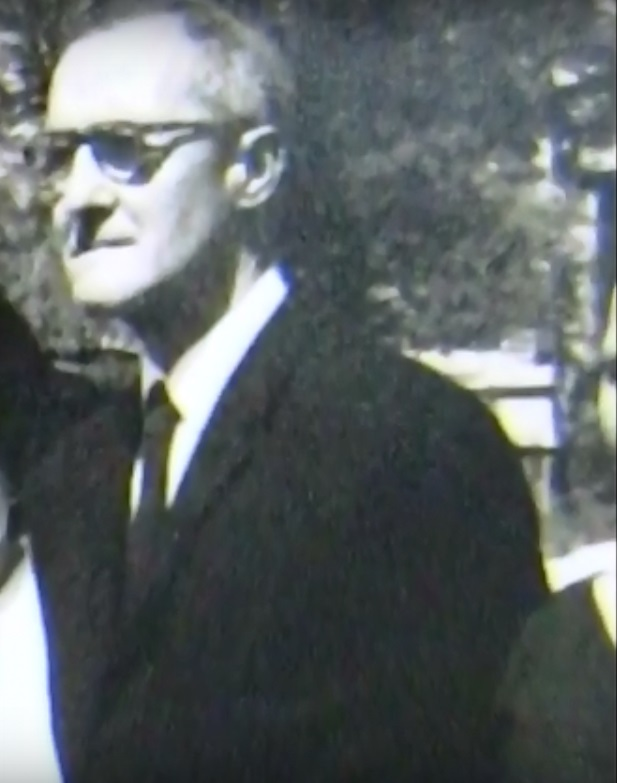
Joaquín Meade en los 60's.

Joaquín Philip Meade y Sáinz Trápaga (San Luis Potosí, San Luis Potosí, 5 de febrero de 1896 - Ciudad de México, 3 de julio de 1971) fue un abogado, catedrático, historiador, investigador y académico mexicano. Se especializó en la historia de su estado natal y de la Región Huasteca.

## Biografía
Nació el 5 de febrero de 1896, en la casa número 59 de la calle de Arista, en la ciudad de San Luis Potosí. Hijo de Harold Gerard Meade Lewis (conocido como Gerardo Meade) y de Joaquina Sáinz Trápaga y Zalvidea. Nieto del mercader irlandés Richard Meade y del terrateniente español Ángel Sáinz Trápaga.  
Realizó sus primeros estudios con maestros particulares, tomando clases de inglés, francés y de violín. Realizó estudios secundarios de high school en Kansas, Estados Unidos. A partir de 1910, viajó en varias ocasiones a Europa, alternando su estancia en Inglaterra, Reino Unido y México. 
En otoño de 1914, realizó sus primeros trabajos de investigación en los archivos parroquiales y en los archivos notariales del Ayuntamiento de San Luis Potosí. Poco después, al pasar por Sevilla, España, inició sus investigaciones en el Archivo de Indias.  
Entre 1915 y 1917, realizó estudios de Derecho y Arquitectura en España y en la Universidad de Oxford en Londres. El 8 de marzo de 1918 ingresó al ejército inglés, llegando a obtener el grado de subteniente. 
En su regreso a México, en 1920, inició sus investigaciones históricas en Tampico y en la Ciudad de México en el Archivo General de la Nación, ayudado y guiado por el investigador Luis González Obregón.
En el mismo año, en Santander, España, exploró frecuentemente la provincia acompañado del sacerdote, geólogo y prehistoriador Jesús Carbayo, quien lo llevó a las cuevas de Altamira, a Comillas, etc., instruyéndolo en geología, prehistoria y arqueología.  
De regreso en México, comenzó a realizar sus investigaciones en el Archivo General de la Nación, alternando sus estancias en Tamaulipas, San Luis Potosí y Europa. Impartió clases en la Universidad Autónoma de San Luis Potosí.  
El 13 de agosto de 1926, se le nombró Camarero de Honor de Espada y Capa del Papa Pío XII bajo el certificado número 493. 
En 1928, el San Antonio Light, de San Antonio Texas, publicó un artículo suyo, en inglés, sobre don José de Escandón y el Nuevo Santander. 
En 1929, proporcionó datos, documentos, fotografías y escudo de José de Escandón, conde de Sierra Gorda, al Archivo General de la Nación, como cooperación para formar los dos tomos que publicó el citado Archivo sobre Escandón y el Nuevo Santander. En el mismo año, fue nombrado vicecónsul honorario de Suecia en Tampico y en San Luis Potosí.  
El 26 de abril de 1930 contrajo matrimonio con Mercedes Esteva, con quien tuvo tres hijos. Tres años después se asentó en la Ciudad de México continuando sus investigaciones en el Archivo General de la Nación. 
En 1936 ingresó como miembro de la Sociedad Mexicana de Geografía y Estadística.  
En 1937 se inscribió en el "Instituto de Filosofía y Letras", fundado por Antonio Caso, para el curso de arqueología de México, que estuvo a cargo del licenciado fundador. 
En 1938 firmó un contrato con el Departamento de Monumentos Prehispánicos para realizar exploraciones en la Región Huasteca, descubriendo la zona arqueológica de Tamtoc en Tamuín. Dio a conocer sus informes a investigadores nacionales y extranjeros, entre ellos a Primo Feliciano Velázquez a quien conocía desde su infancia.  
Participó, en 1939, en el XXVII Congreso de Americanistas realizado en el Palacio de las Bellas Artes, de México, dando una conferencia sobre la Huasteca. En este mismo año se publicaron en México sus trabajos “Documentos inéditos para la historia de Tampico, Siglos XVI y XVII” y “Exploraciones en la Huasteca Potosina”.
En el año de 1947 propuso al licenciado Alfonso Caso la fundación del Museo Regional Potosino, siendo éste inaugurado el 20 de noviembre de 1952 fungiendo como Director del Museo el doctor Antonio de la Maza. En el mismo año, fue nombrado Presidente de la Junta Auxiliar Potosina de la Sociedad Mexicana de Geografía y Estadística.
En abril de 1950, fue nombrado miembro de número de la Academia Mexicana de la Historia, pronunciando el día 24 del mismo mes su discurso de recepción titulado “Albores y desarrollo de la ciudad de San Luis Potosí”, en la sede de la Academia, ocupando el sillón N° 24. 
El 3 de agosto de 1956 fue nombrado Académico Honorario de Academia de Genealogía y Heráldica Mota Padilla de Guadalajara. En el mismo año dio un curso intensivo en la Universidad Autónoma de San Luis Potosí sobre arqueología, etnología e historia antigua de la Huasteca. 
En 1956,Gonzalo N. Santos, contando con Joaquín como intermediario, donó al Museo Regional Potosino su colección de Arqueología Huasteca.
Fue miembro de la Sociedad Mexicana de Geografía y Estadística y de la Sociedad Mexicana de Antropología. Fue miembro de la Academia Potosina de Ciencias y Artes, y de la Academy of American Franciscan History. 
En 1960 empezó a tener los primeros síntomas del Mal de Parkinson. 
En los años siguientes continuó sus trabajos e investigaciones, enfocándose en su trabajo titulado “Diccionario histórico, geográfico, biográfico y estadístico de San Luis Potosí”, el cual fue publicado de manera póstuma por el Gobierno de San Luis Potosí.
Murió el 3 de julio de 1971 en la Ciudad de México dejando pendiente la publicación de su obra “El Nobilísimo y Muy Ilustre Ayuntamiento de San Luis Potosí y Consejos que lo precedieron”, que apareció un mes después de su muerte.

## Obras publicadas
VOLÚMENES Y FOLLETOS
- Documentos inéditos para la historia de Tampico. Siglos XVI y XVII. Recopilación y prólogo por Joaquín Meada. México, José Porrúa e Hijos, 1939
- San Luis Potosí. Guía de la ciudad. Guide to the city. [México, Imp. Aldina], 1941.
- San Luis Potosí. Guía de la ciudad y del estado. Guide to the city and the state. 2 ed. México, [Talleres Gráficos Laguna], 1946
- La Huasteca, época antigua. México, Editorial Cossío, 1942.
- Iziz-centli (el maíz), orígenes y mitología; ilustraciones de códices y monumentos. Prólogo de Enrique Juan Palacios. México, Cooperativa Talleres Gráficos de la Nación, 1948
- Arqueología de San Luis Potosí. México, Ediciones de la Soc. Mex. de Geografía y Estadística, 1948
- Aportación histórica al segundo centenario de la fundación de la ciudad de San Juan Bautista de Horcasitas —hoy Magiscatzin en el Nuevo Santander y de la colonización de las tierras contiguas del Manta y de Villa González, por don José de Escandón, I749.—Prólogo y selección de documentos. México, (Editorial Jus), 1949
- San Luis Potosí, by Joaquin Meade. Courtesy of Inmobiliaria Potosina. S.p.i., 1953
- Semblanza de don José Encarnación Ipiña. San Luis Potosí, [Impresos del Centro, S. Al, 1956
- La Huasteca Veracruzana. Prólogo de Leonardo Pasquel. [México, D. F., Editorial Citlaltépetl, 1962-1963
- Breves datos historicos de Coxcatlán, S. L. P., Cd. Valles, S. L. P., Imprenta Robledo, 1964
- Historia de Valles. Monografía de la Huasteca Potosina. México, Sociedad Potosina de Estudios Históricos, San Luis Potosí, S. L P., 1970
- El Nobilísimo y Muy Ilustre Ayuntamiento de San Luis Potosí y Concejos que lo precedieron, 1592-1971.— San Luis Potosí, Sociedad Potosina de Estudios Históricos, A. C., 1971

ARTÍCULOS Y CONFERENCIAS
- "Noticia de unas ruinas arqueológicas". Universidad Michoacana, 17 marzo 1940
- "Chichimecas en el norte de la Nueva España". Divulgación Histórica, I, 1940
- "Tamaulipas. ¿Fue la nación maguage la misma que la oliva? Fray Andrés de Olmos fundó el pueblo de Tamaulipas con los indios olives que trajo de la Florida". Divulgación Histórica, II, I, noviembre 1940
- "San Luis Potosí y los vascos". Álbum conmemorativo de la festividad de San Ignacio de Loyola. México, Centro Vasco de México, 1941
- "El plano primitivo o traza del pueblo de San Luis Minas del Potosí en el año de 1593". Boletín de la Sociedad Mexicana de Geografía y Estadística, LVII, 34, septiembre-diciembre 1942
- "Panorama indiano de San Luis Potosí en la época prehispánica". Boletín de la Sociedad Mexicana de Geografía y Estadística, LX, 4, julio-agosto 1945,
- "Datos biográficos del Ilustrísimo Señor Dr. Dn. Manuel Antonio Rojo del Río". Estilo. 1, 1945
- "Cuextecatl". Bohemia, IV, 42, mayo 1946.
- "Fray Juan de San Miguel". Bohemia, IV, 42, mayo 1946. "Luis de Carvajal y de la Cueva, capitán en la Huasteca y gobernador del Nuevo Reino de León". Estilo, 4, noviembre 1946
- "D. Juan de Oñate y el cap. Miguel Caldera, dos de los fundadores de San Luis Potosí". Bohemia, V, 4849, diciembre 1946 enero 1947.
- "El adelantado Francisco de Garay". Boletín de la Sociedad Mexicana de Geografía y Estadística, LXIII, 2, marzo-abril 1947
- "Fray Diego de la Magdalena, uno de los fundadores de San Luis Potosí". Letras Potosinas, V, 53, abril 1947
- "Nuestras joyas coloniales. El templo del Carmen, monumento nacional". Letras Potosinas, V. 55-56, junio-julio 1947
- "Nuestras joyas coloniales. San Francisco". Letras Potosinas, V, 57, agosto 1947
- "Xolotl, el chichimecas que destruyó el poderío de los toltecas". Letras Potosinas, V, 60, diciembre 1947
- "Datos relativos a la fundación de Valles". Actuario de la Junta Auxiliar Potosinas de la Sociedad Mexicana de Geografía y Estadística. San Luis Potosí, S. L. P., 1, 1947-1948
- "Don José Escandón, conde de Sierra Gorda". Estilo, 9, enero-marzo 1948
- "Breves apuntes sobre la fundación de San Luis Potosí". Letras Potosinas, VI, 65, mayo 1948,
- "Trilogía histórica (Universidad, Capilla de Loreto, Parroquia del Sagrario)". Letras Potosinas, VI, 68, agosto 1948
- "Arqueología huasteca. La región Tanchipa-Tamesí sujeta a la antigua alcaldía mayor de la Villa de Santiago de los Valles, perteneciente hoy al distrito sur del Estado de Tamaulipas". Letras Potosinas, VI, 71-72, noviembre-diciembre 1948.
- "Una interpretación de la pintura huasteca del Tamuín". Letras Potosinas, VII, 83-84, noviembre-diciembre 1949
- "Albores y desarrollo de la ciudad de San Luis Potosí". Memorias de la Academia Mexicana de la Historia, IX, 3, julio-septiembre 1950, 251-265. Discurso de recepción, 24 de abril de 1950
- "Documentos inéditos para la historia de San Luis. Las viejas Casas Reales, actual Palacio Municipal". Letras Potosinas, VIII, 93, septiembre-octubre 1950
- "Fray Andrés de Olmos". Memorias de la Academia Mexicana de la Historia, IX, 4, octubre-diciembre 1950
- "Documentos inéditos para la historia de San Luis Potosí. Se inicia el cultivo dc la alfalfa en San Luis Potosí". Letras Potosinas, VIII, 94, noviembre-diciembre 1950
- "San Luis Potosí prehispánico". Conferencia verificada la no-che del 9 de enero en el Auditorium de la Universidad Potosina. Letras Potosinas, IX, 95, enero-febrero 1951
- "Antigüedad del cultivo del algodón en la Huasteca". Boletín de la Unión Ganadera Regional, 1951.
- "La Huasteca Poblana". Memorias de la Academia Mexicana de In Historia, X, 3, julio-septiembre 1951
- "Fray Diego de la Magdalena". Memorias de la Academia Mexicana de la Historia, XI, 1, enero-marzo 1952
- "La Huasteca Queretana".—Memorias de la Academia Mexicana de la Historia, X, 4, octubre-diciembre 1951
- "Biografía de Adalberto A. Esteva". Veracruz, 49, julio-agosto 1952
- "Rectores que tuvo el Colegio de la Compañía de Jesús en San Luis Potosí". Cuadrante, I, 2, otoño de 1952
- "La flora y la fauna de la Huasteca". Letras Potosinas, X, 105-106, septiembre-diciembre 1952
- "Historia prehispánica de la Huasteca". Huastecos, totonacos y sus vecinos (Revista Mexicana de Estudios Antropológicos), XIII, 2-3, 1952-1953
- "Relaciones entre las Huastecas y las regiones al poniente". Huastecos, totonacos y sus vecinos, 475-478.
- "Arqueología huasteca". Memoria del Congreso Científico Mexicano. XII Ciencias Sociales. México, 1953
- "Historia antigua de la Huasteca". Memoria del Congreso Cien tífico Mexicano. XII Ciencias Sociales. Macice, 1953
- "La riqueza arqueológica potosina". Novedades, 25 enero 1953 Estilo, 28, octubre-diciembre 1953
- "Datos para la historia de la imprenta en San Luis Potosí". Letras Potosinas, XI, 107, enero-marzo 1953
- La evangelización de la Huasteca Potosina". Estilo, 25, enero-marzo 1953
- "Biografías veracruzanas. José Ignacio Esteva, Ministro de Hacienda del primer Presidente de México Guadalupe Victoria". Memorias de la Academia Mexicana de la Historia, XII, I, enero-marzo 1953; 2, abril-junio 1953; 3, julio-septiembre 1953; 4, octubre-diciembre 1953
- "La Huasteca a través de los tiempos". Plan de San Luis, 6, noviembre 1953.
- "Datos biográficos del licenciado don Primo Feliciano Velázquez". Memorias de la Academia Mexicana de la Historia, XIII, I, enero-marzo 1954
- "Cómo vestían los maceros del Ilustre Ayuntamiento de la Muy Noble y Leal Ciudad de San Luis Potosí". Letras Potosinas, XII, 111, enero-marzo 1954
- "Identificación de las minas de Tamaholipa, pueblo que dió su nombre al Estado de Tamaulipas". Boletín de la Sociedad Mexicana de Geografía y Estadística, LXXVII, 2-3, marzo-junio 1954
- "Semblanza del sabio doctor don Jesús Monjarás". Letras Potosinas, XII, 114, octubre-diciembre 1954
- "Notes on the Franciscans in the Huasteca region of Mexico".  The Americas, Washington; D. C., XI, 3, january 1955
- "Dos semblanzas. Don Pantaleón de Ipiña y Eguía. Don Ber nardo Reyes en San Luis Potosí". Letras Potosinas, XIII, 115, enero-marzo 1955
- "Iziz-centli. El maíz. (Datos complementarios)". Memorias de la Academia Mexicana de la Historia, XIV, 1, enero-marzo 1955
- "Semblanza. Don Joseph Manuel Ruiz de Aguirre, intendente substituto de San Luis Potosí". Letras Potosinas, XIII, 116-117, abril-septiembre 1955
- "Tres semblanzas potosinas. I Fray Alonso de la Veracruz y su visita a la Huasteca Potosina. II Guillermo Prieto en San Luis Potosi. 111 Juan Hernández Acevedo". Estilo, IX, 35, julio-septiembre 1955
- Datos para la historia de la imprenta en Querétaro". Boletín Bibliográfico de la Secretaría de Hacienda y Crédito Público, 43, 15 septiembre 1955
- "Dos semblanzas. I Fray Manuel de San Juan Crisóstomo Nájera. II Manuel. Fuga y Acal en San Luis Potosí". Letras Potosinas, X111, 118, octubre-diciembre 1955
- "La evangelización de la Huasteca Tamaulipeca y la historia eclesiástica de la región". Memorias de la Academia Mexicana de la Historia, XIV, 3, julio-septiembre 1955; 4, octubre-diciembre 1955
- "Hemerografía potosina. Historia del periodismo en San Luis Potosí". Letras Potosinas. XIV, 119-120, enero-junio 1956.
- "Semblanza de don Benigno Arriaga"'. El Sol de San Luis, 19 febrero 1956.
- "Tequixquiapan". El Sol de San Luis, 12 agosto 1956.
- "San Luis Potosí. La historia y sus instrumentos". Estilo, X. 39, julio-septiembre 1956
- "Una máscara de cobre del Tamuín". Letras Potosinas, XIV, 121-122, julio-diciembre 1956
- "Semblanza del P. Juan Bautista María de Luyando. S. J. (1700-1757), famoso rector del colegio de la Compañía de Jesús en San Luis Potosí". Fichas de Bibliografía Potosina, IV, 1, enero-marzo 1957
- "Don Bernardo Reyes en San Luis Potosí. Poeta y periodista". Letras Potosinas, XV, 123-124, enero-junio 1957
- "¿Fue queretano don Manuel Gómez Pedraza?". Memorias de la Academia Mexicana de la Historia, XVI, 2, abril-junio 1957
- "Felipe Marique de Lara (1863-1909)". Fichas de Bibliografía Potosina, IV, 3, julio-septiembre 1957
- "Las minas arqueológicas de la Huasteca Potosina". Letras Potosinas, XV, 125.126, julio-diciembre 1957
- "El Lic. Don Lino Nepomuceno Gómez, escritor del siglo XVIII. Estilo, 44, octubre-diciembre 1957
- Semblanza de don Juan de Zavala". Cuadrante, V, 1-4, estaciones de 1957
- "Petición al virrey del Sr. Dr. D. Manuel María de Gorriño y Arduengo, para el restablecimiento del colegio de la Compañía de Jesús en San Luis Potosí". Estilo, 45, enero-marzo 1958
- "La pintura mitológica de Tamuín". Boletín Bibliográfico de la Secretaría de Hacienda y Crédito Público, 139, 15 agosto 1958
- “Arte prehispánico". Letras Potosinas, XVI, 130, octubre-diciembre 1958
- "Othón en periódicos potosinos". Abside, XXIII, 4, octubre-diciembre 1958, 441-469 y en Junco, A. Othón en mi recuerdo. México, D. F., Editorial Jus, 1959
- "Semblanza de un potosino David Alberto Cossío". Letras Potosinas, XVI, 130, octubre-diciembre 1958
- "Capitán don Gabriel Ortiz de Fuenmayor, uno de los fundadores del pueblo de San Luis Minas del Potosí", Letras- Potosinas, XVII, 131, enero-marzo 1959
- "El insurgente licenciado don José María Trélles". Revista de la Facultad de Humanidades, I, 1, enero-marzo 1959
- "Una flauta huasteca". El Periodiquito, Órgano de difusión de la Escuela Preparatoria de la Universidad Autónoma de San Luis Potosí, I, 1. septiembre 1959
- "Indice de los documentos del Ramo de Provincias Internas existentes en el Archivo General de la Nación". Boletín del Archivo General de la Nación, 2a. serie, 1, 1, enero-marzo 1960. Empezó a publicarse en este número; en curso de publicación.
- "Don Rodrigo del Río de la Loza", Letras Potosinas, XVIII, 135¬136, enero-junio 1960
- "Semblanza del Ilustrísimo Señor Doctor Don Manuel Antonio Rojo del Río Lafuente y Vieyra, Arzobispo de Manila, Gobernador y Capitán General de las Islas Filipinas, mexicano ilustre que propuso la fundación del Real Colegio de Abogados de la Ciudad de México (1708-1764)". Memorias de la Academia Mexicana de la Historia, XIX, 2, abril-junio 1960
- "Minero y apaciguador de nómadas [Biografía de D. Gabriel Ortiz de Fuenmayor". Historia Mexicana, X, 3, enero-marzo 1961
- "Los agustinos en San Luis Potosí'. Boletín Agustiniano, VII, 72-79, febrero-septiembre 1961.
- "Fuentes documentales. Histoire du Mexique. Manuscrit fran-gaise inédit de siécle XVI. Traduit par A. Thevet. Publié par M. Edouard de Jonghc, Docteur en Philosophie et Lettres, Mcmbrc de la Societé des Américanistes. Paris, 1905. Societé des Américanistes de Paris". Retraducción del francés al castellano por Joaquín Meade. Con notas del Prof. Wigberto Jiménez Moreno. Memorias de la Academia Mexicana de la Historia, XX, 2, abril-junio 1961, 183-210.
- "Semblanza del general José Esteban Moctezuma". Letras Potosinas, XIX, 140, abril-junio 1961
- "El P. Andrés Diego de la Fuente, S. J., primer poeta potosino". Letras Potosinas, XIX, 141-142, julio-diciembre 1961
- "La ruta del "Himno de los bosques". Estilo, 59-60, julio-diciembre 1961
- "Tula (Arqueología de Tamaulipas)". Matices, Cd. Victoria, Tamps., 7, agosto 1961
- "Arte prehispánico tamaulipeco". Matices, Cd. Victoria, Tamps., 8, enero-marzo 1962
- "La intervención francesa en el sur de Tamaulipas". Memorias  de la Academia Mexicana de la Historia, XXI, 2, abril-junio 1962
- “La intervención francesa en el sur de Tamaulipas”. Ciudad Victoria, Impreso en los Talleres Linotipográficos del Gobierno del Estado, 1966
- "El primer fabulista potosino Luis de Mendizábal y Zubialdea, datos biográficos". Letras Potosinas, XX, 144-145, abril-septiembre 1962
- "Semblanza de fray Joseph Arlegui". Humanitas, Monterrey, N. L., 3, 1962
- "Prospecto de "El Pensador", periódico potosino del año de 1882". Letras Potosinas, XXI, 149-150, julio-diciembre 1963
- "Mapa y breve relación de las demarcaciones político-administrativas de la Nueva España a principios del año de 1776". Humanitas, 6, 1965
- "La obra agustiniana en el Estado de San Luis Potosí a partir del año de 1538". Memorias de la Academia Mexicana de la Historia, XXIV, 3, julio-septiembre 1965
- "Pánuco"'. Revista Jarocha, 40-41, diciembre 1965-febrero 1966
- "Rasgos del panorama educativo en San Luis Potosí". Letras Potosinas, XXIV, 160, abril-junio 1966.
- "Breves antecedentes genealógicos del licenciado don José Ildefonso Díaz de León, (primer gobernador del Estado de San Luis Potosí)". Letras Potosinas, XXV, 165, julio-septiembre 1967, 17-18.
- "La Compañía y Nuestra Señora de Loreto". Letras Potosinas, XXV, 164, abril-junio 1967

INEDITOS
- Cedulario del nordeste de México.
- Diccionario biográfico, histórico, geográfico y estadístico del Estado de San Luis Potosí.
- Documentos inéditos para la historia de la Huasteca. Siglo XVI.
- Guías de los diversos Ramos del Archivo General de la Nación. Historia de la educación en el Estado de San Luis Potosí, 3 v.
- La Huasteca Potosina.
- Mercedes reales de tierras. 4 v.
- 24 informes sobre ruinas arqueológicas, enviados al Departamento de Monumentos Prehispánicos, a partir de 1939, y después al Instituto Nacional de Antropología e Historia.